# Künzelsau

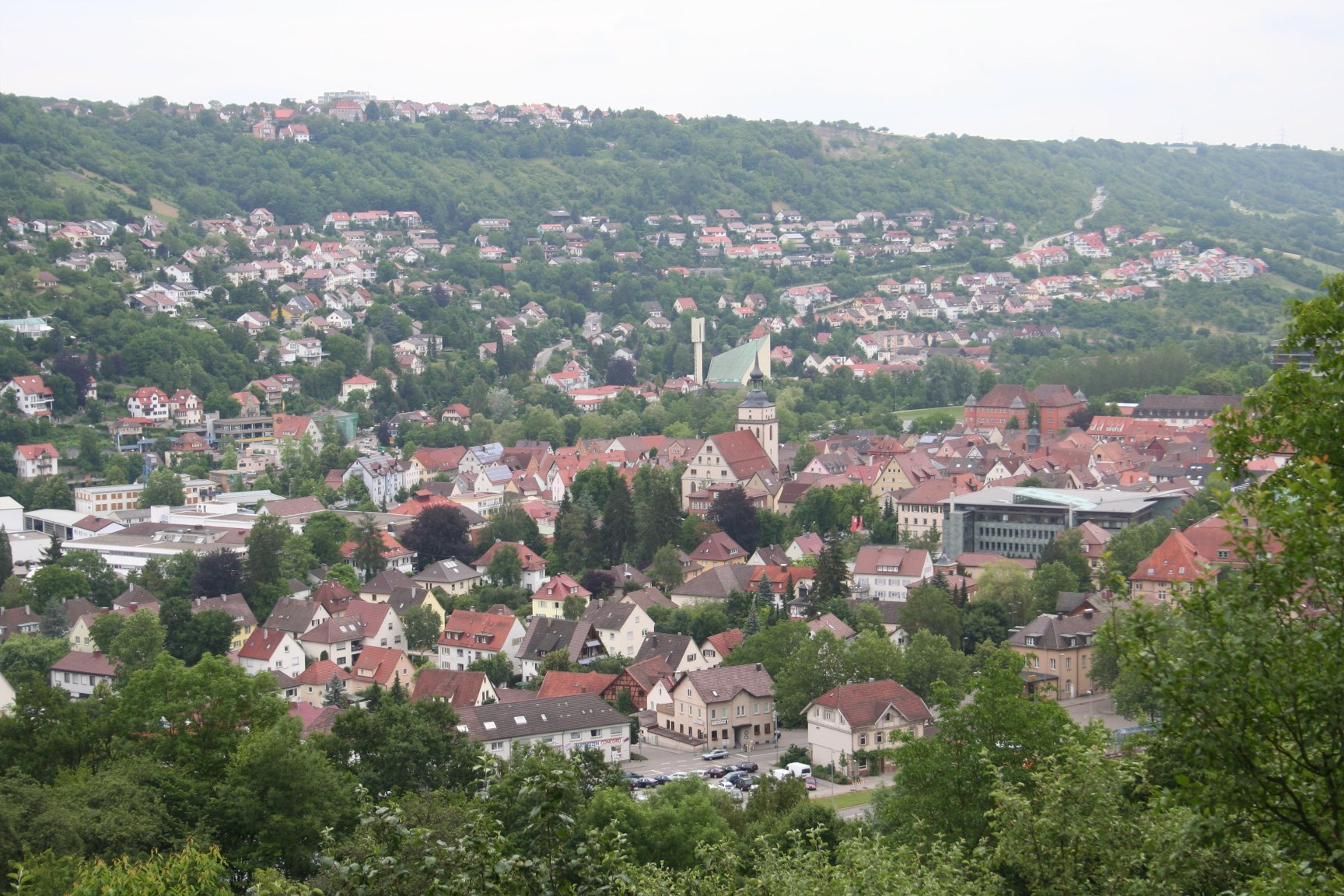
Künzelsau vom Lindle (Aussichtspunkt oberhalb des Südhangs) aus gesehen (Juni 2006)

Offizielles Logo der Stadt Künzelsau

Künzelsau (hochdeutsche Aussprache: [ˈkʏnt͡sl̩sˌʔaʊ̯], in der lokalen ostfränkischen Mundart: Kinzlsâ / [ˈkʰinʦlˌsə], auch kurz: Kiau / [ˈkʰiːˌau̧], entsprechend einer schriftsprachlichen Verkürzung Kü-au) ist die Kreisstadt des Hohenlohekreises im fränkisch geprägten Nordosten Baden-Württembergs. Sie ist ein Mittelzentrum im Regionalverband Heilbronn-Franken. Ihr wurde zum 1. Oktober 2022 der Namenszusatz Hochschulstadt verliehen.

## Geografie

### Geografische Lage
Die Stadt Künzelsau liegt auf 210 bis 435 m Höhe am unteren Kocher, einem rechten Nebenfluss des Neckars, circa 40 km östlich von Heilbronn. Die Stadt ist nach Öhringen die zweitgrößte Stadt des Hohenlohekreises und dessen Kreisstadt.

### Kreissitz/Kreisstadt
Der Hohenlohekreis wurde im Rahmen der Kreisreform zum 1. Januar 1973 durch Zusammenlegung der Altkreise Künzelsau (KÜN) und Öhringen (ÖHR) gebildet. Die Stadt Künzelsau behielt den Kreissitz und das Kfz-Kennzeichen lautete KÜN, wie bisher für den Altkreis. Per Kreistagsbeschluss vom 3. November 2014 wurde das alte Kfz-Kennzeichen ÖHR wieder zugelassen. Die Stadt ist eines der sieben Zentren des Regionalverbands Heilbronn-Franken innerhalb des Regierungsbezirks Stuttgart.

### Stadtgliederung
Vor der die Stadtgemarkung stark erweiternden Gebietsreform der 1970er-Jahre gehörten zu Künzelsau nur die Stadt Künzelsau, die Dörfer Garnberg und Nagelsberg und die Wohnplätze Gaisbacher Rank und Hofratsmühle.
Künzelsau besteht heute aus 12 Stadtteilen. Die Kernstadt liegt im Tal (218 m) des tief in die Hohenloher Ebene eingegrabenen Kochers, der Altstadtteil steht am linken Flussufer in einem südlichen Talverbreiterungskeil vor dem Zulauf des Künsbachs aus dem Südosten; jüngere Teile der Kernstadt füllen diesen Keil oder ziehen sich in Siedlungszeilen halb den nördlichen Gegenhang hoch.
Mit dem Gemeinderatsbeschluss von 19. Januar 2021 wurde der teilweise mit mehrgeschossigen Wohnhäusern bebaute Wohnplatz Taläcker als Stadtteil in die Hauptsatzung mit aufgenommen. Er liegt südwestlich auf der flachen Hangschulter oberhalb der Talweitung. Dieses Neubaugebiet entstand Anfang der 1990er Jahre im Rahmen des Wohnungsbauprogramms des Landes. Es ist durch eine Standseilbahn mit der ca. 180 m tiefer liegenden Kernstadt verbunden.
Etwa zweieinhalb Kilometer südlich der Stadtmitte liegt der Stadtteil Gaisbach (381 m) auf der Hochebene, umgeben von seinen Weilern Haag, Kemmeten und Weckhof und dem Gehöft Schnaihof. Der ebenfalls zugehörige Weiler Etzlinsweiler liegt weiter östlich jenseits des Künsbacheinschnittes.
Die Kernstadt in ihrem kleinen Kessel grenzt fast an die westliche Stadtgrenze. Östlich kocheraufwärts von ihr liegen nacheinander im Flusstal die Stadtteile Morsbach (223 m) und Kocherstetten (254 m) mit dem Weiler Schloss Stetten (über 330 m) auf einem Seitensporn sowie den Gehöften Bienenhof auf der rechten Hochebene und Buchenmühle im Tal.
Kocherabwärts der Kernstadt sitzt Nagelsberg (312 m) auf dem unteren und mittleren Mündungssporn des rechten Seitenbaches Deubach, nördlich in seinem Untertal liegt Belsenberg (256 m). Zu ihm gehören die auf der Höhe liegenden Siedlungsplätze Rodachshof und Siegelhof.
Auf der oberen Hangkante des Flusstals im Norden steht Garnberg (404 m), etwas zurückgesetzt in der flachen oberen Deubach-Mulde Amrichshausen (401 m); die Stadtteile Steinbach (412 m) (mit den Weilern Büttelbronn, Ohrenbach (430 m) und Wolfsölden), Nitzenhausen (431 m) (mit den Weilern Berndshausen und Sonnhofen) und Laßbach (mit den Dörfern Mäusdorf und Vogelsberg und den Höfen Falkenhof, Kügelhof und Rappoldsweiler Hof) (435 m) liegen fast alle in weiterer Entfernung rechts des Kochertals auf der Hochebene.
Im Stadtgebiet Künzelsaus liegen die abgegangenen Ortschaften (jeweils den ehemaligen Gemeinden zugeordnet) Neugreut zu Amrichshausen, eine Kapelle zum heiligen Kreuz zu Belsenberg, Hefenhofen, Herborten, Steinbach, Gackstatt und Schupperg zu Gaisbach, Baldehofen, Kronhofen, Webern, Wartturm, die abgegangene Burg Zarge zu Künzelsau, Alosweiler, Bole oder Bohel, Hitels (in Vogelsberg aufgegangen), Schätzlinshof und Schlothof zu Laßbach, das sogenannte Heidenschlößchen zu Morsbach sowie Holderbach, Dörrenhof, Klingen und Wilhelmshaus zu Steinbach.
Die Gemarkungsfläche einschließlich aller Stadtteile umfasst 75,17 km2.

### Flächenaufteilung
Nach Daten des Statistischen Landesamtes, Stand 2014.

## Geschichte

### Mittelalter

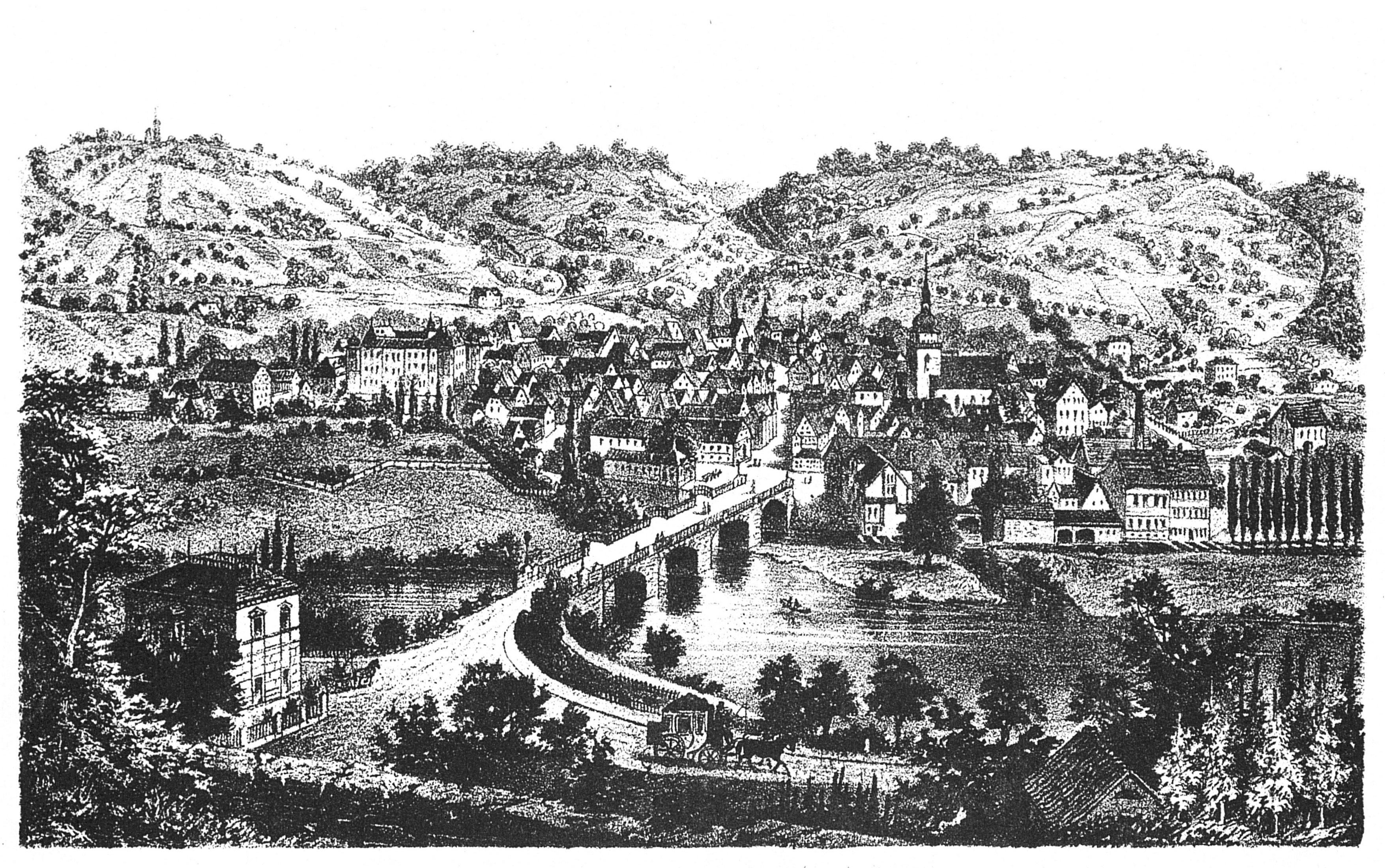
Künzelsau um 1880, Lithografie aus der Oberamtsbeschreibung.

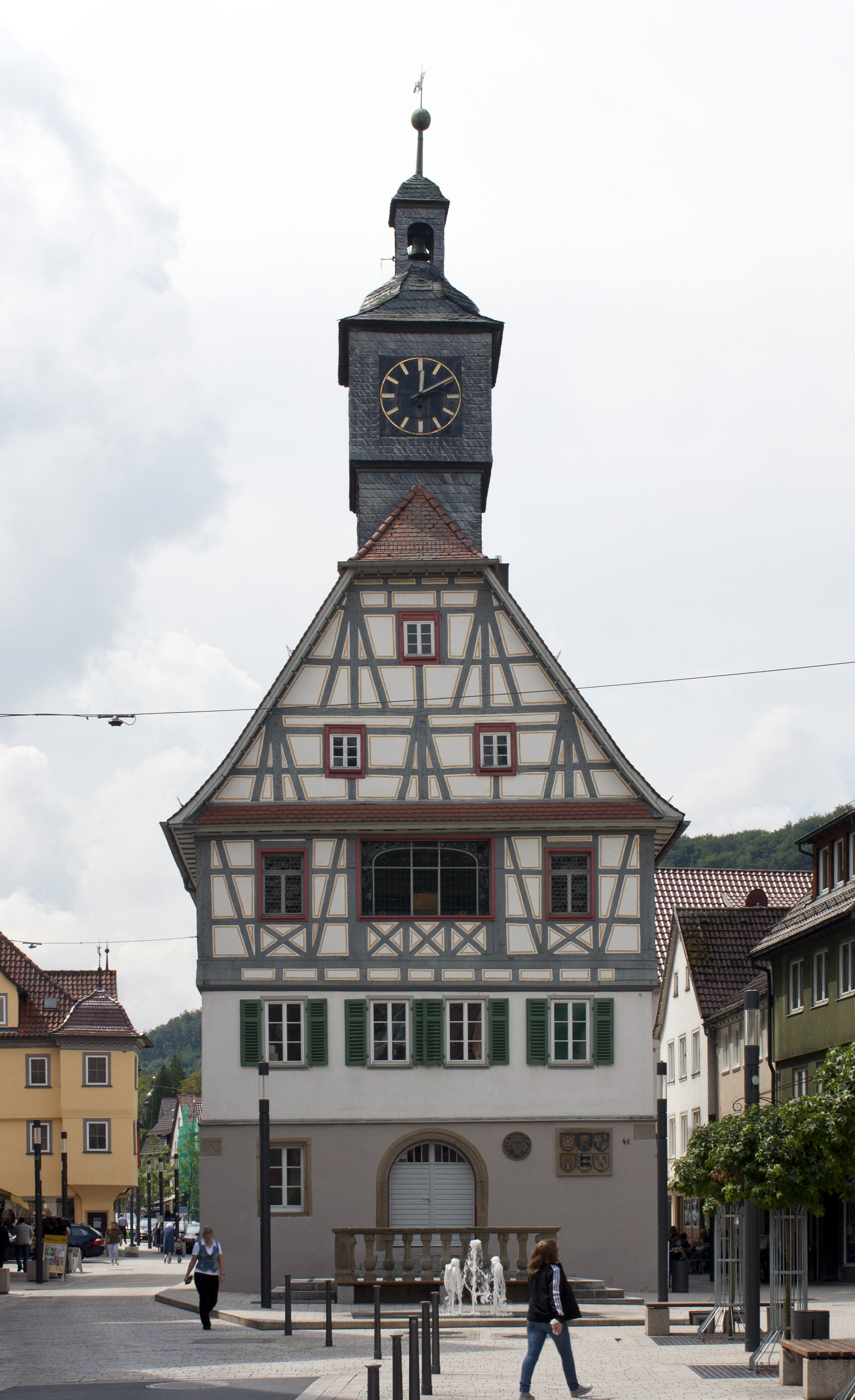
Altes Künzelsauer Rathaus

Das erste Mal urkundlich erwähnt wurde Künzelsau im Jahre 1098. Der Ort liegt am Künsbach in der Talaue, in der Conzles-Aue. Der Ortsname geht auf den deutschen Vornamen Konrad bzw. auf dessen „Koseform Cunzilo“ zurück. Demnach entstand der Ort auf der Aue des Konz. Der Ort gilt auch als „hohenlohisches Klein-Nürnberg“.

### Neuzeit

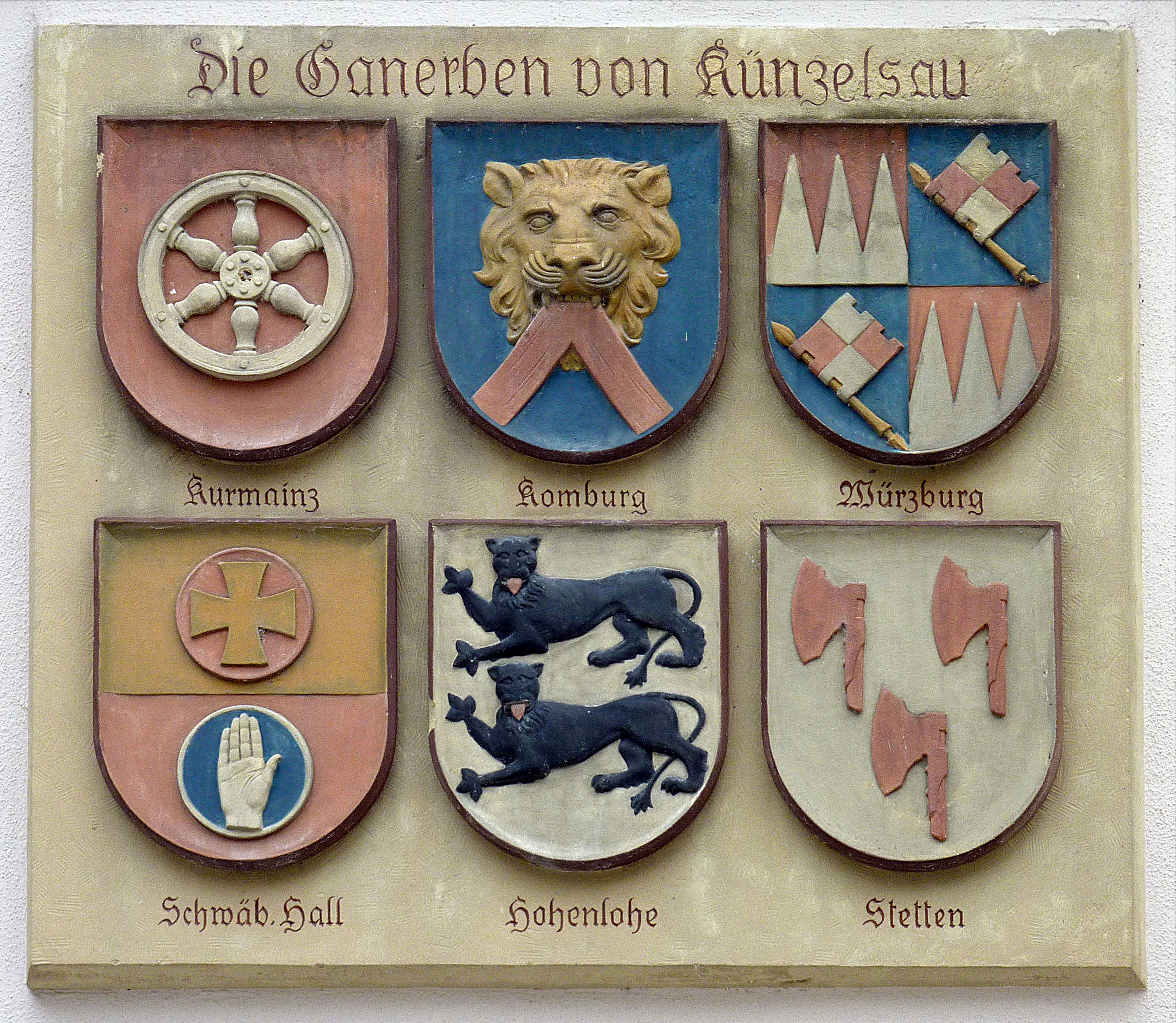
In Künzelsau herrschten sechs Reichsstände als Ganerben.

Bis 1802 war die Stadt ein Kondominium und unterstand einer Ganerbengemeinschaft, die aus einer wechselnden Zahl von Mitgliedern bestand. 1806 kam Künzelsau mit dem Fürstentum Hohenlohe zum Königreich Württemberg. 1811 wurde Künzelsau Sitz des gleichnamigen Oberamtes (seit 1938: Landkreis Künzelsau).
1892 wurde der Bahnhof Künzelsau eingeweiht, als mit der Kochertalbahn der Anschluss an das Netz der Württembergischen Eisenbahn erfolgte.
Mit der Kreisreform wurde die frühere Kreisstadt des Landkreises Künzelsau 1973 Kreisstadt des neuen Hohenlohekreises, der den Altkreis Öhringen und einen kleinen Teil des Altkreises Buchen einschließt.

### Religionen
Die Reformation wurde 1556 in Künzelsau eingeführt. Die Stadt ist daher überwiegend evangelisch geprägt. Sie ist seit 1824/25 Sitz des von Ingelfingen hierher verlegten Dekanats der Evangelischen Landeskirche in Württemberg (siehe Kirchenbezirk Künzelsau). Evangelische Kirchengemeinden gibt es in Belsenberg, Kocherstetten, Künzelsau und Morsbach. Zu ihnen gehören die meisten Protestanten der anderen Stadtteile. Lediglich die Protestanten der Stadtteile Berndshausen, Nitzenhausen und Wolfsölden gehören zur Kirchengemeinde Buchenbach (Gemeinde Mulfingen).
Die früher eigenständigen katholischen Pfarreien Künzelsau, Nagelsberg, Kupferzell und Amrichshausen sind zur Seelsorgeeinheit Künzelsau zusammengefasst und Teil des Dekanats Hohenlohe im Bistum Rottenburg-Stuttgart.
Neben den beiden großen Kirchen sind in Künzelsau eine neuapostolische Gemeinde (mit Kirchen in Künzelsau und Gaisbach), eine Gemeinde der Zeugen Jehovas (Königreichssaal in Gaisbach), eine griechisch-orthodoxe Gemeinde, die pfingstlich-charismatische Christengemeinde Arche vom Bund Freikirchlicher Pfingstgemeinden sowie weitere christliche Glaubensgemeinschaften vertreten.
Nach der Nennung von Juden im 14. Jahrhundert, der vom Chronisten Augustin Faust überlieferten Existenz einer Synagoge in der Scharfengasse sowie eines Friedhofs im Gewann Holderrain, wurden die Juden 1580/81 vertrieben. Eine neuzeitliche jüdische Gemeinde in Künzelsau entstand erst im späten 19. Jahrhundert, insbesondere durch den Zuzug von Juden aus Nagelsberg. Die israelitische Gemeinde hieß zunächst Nagelsberg-Künzelsau, dann Künzelsau-Nagelsberg und schließlich ab 1900 Künzelsau, womit auch der Name die Wanderung von Nagelsberg nach Künzelsau dokumentiert. Im Jahre 1907 wurde die Künzelsauer Synagoge eingeweiht, die bei den Novemberpogromen 1938 zerstört wurde. Die Gemeinde erlosch im Zuge der Judenverfolgung zur Zeit des Nationalsozialismus. Einige Gemeindemitglieder konnten auswandern, die Mehrzahl wurde jedoch im Verlauf der Deportation deutscher Juden ermordet. Einzig der Großkaufmann Sigbert Baer überlebte die Zeit des Dritten Reiches in Künzelsau.

### Einwohnerentwicklung

Einwohnerentwicklung von Künzelsau von 1800 bis 2017

| Jahr | Einwohner |
| ---- | --------- |
| 1800 | 2000      |
| 1830 | 2500      |
| 1910 | 3067      |
| 1939 | 3950      |
| 1951 | 5250      |
| 1960 | 7605      |
| 1970 | 8537      |
| 1981 | 11.565    |

| Jahr | Einwohner |
| ---- | --------- |
| 1991 | 12.497    |
| 1995 | 14.411    |
| 2000 | 14.819    |
| 2005 | 15.032    |
| 2010 | 14.822    |
| 2015 | 15.127    |
| 2017 | 15.349    |

### Eingemeindungen
- 1. April 1912: Garnberg
- 1. Oktober 1937: Nagelsberg
- 1. Januar 1972: Amrichshausen, Belsenberg, Kocherstetten, Laßbach, Nitzenhausen und Steinbach[10]
- 1. April 1972: Gaisbach[11]
- 1. Januar 1973: Morsbach[11]
- 1. Januar 1977: Sonnhofen (Umgliederung von Mulfingen)[12]

## Politik

### Gemeinderat
Der Gemeinderat in Künzelsau hat 22 Mitglieder, er besteht aus den gewählten ehrenamtlichen Gemeinderäten und dem Bürgermeister als Vorsitzendem. Der Bürgermeister ist im Gemeinderat stimmberechtigt.
Die Kommunalwahl am 9. Juni 2024 führte zu folgendem Endergebnis.

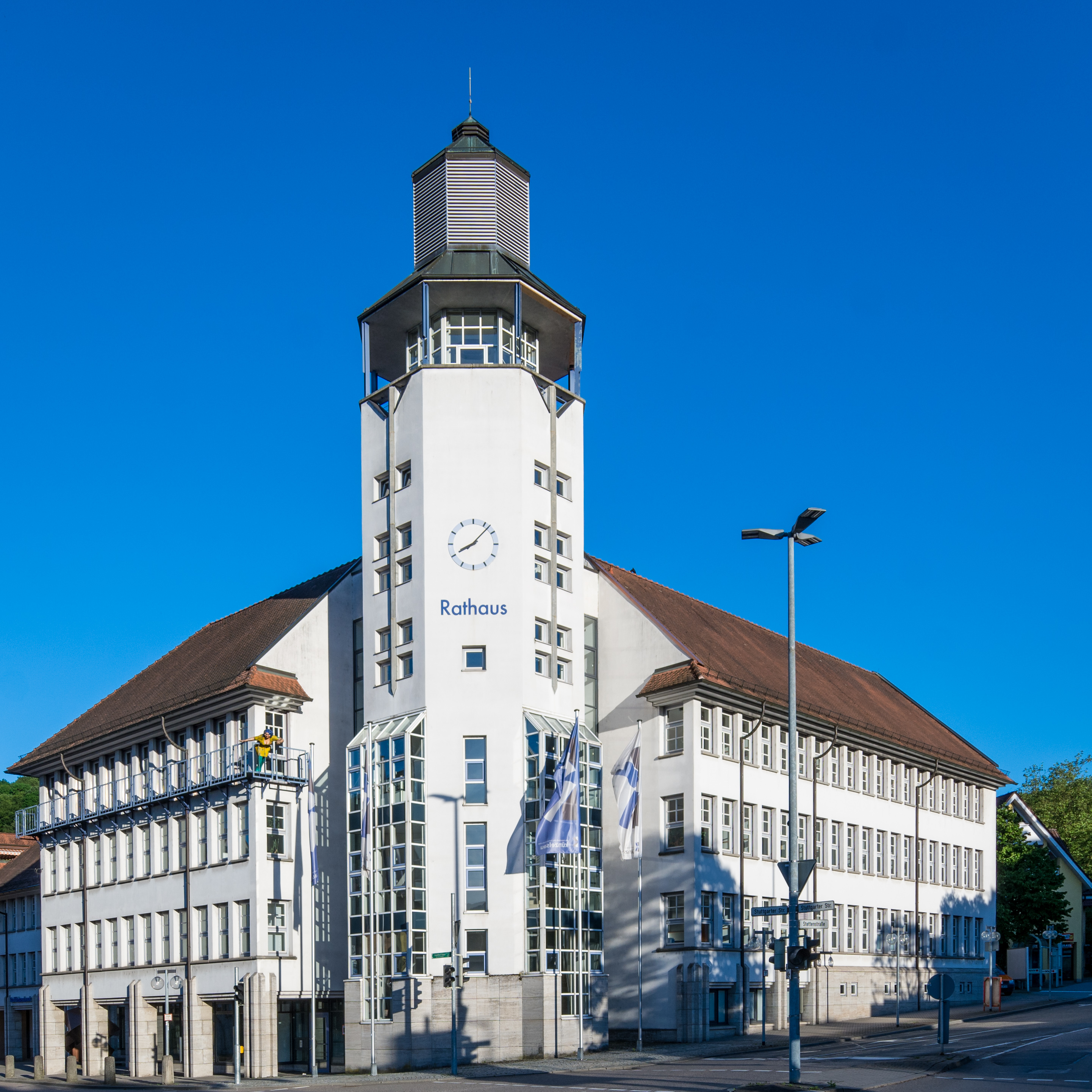
Rathaus von Künzelsau

| Parteien und Wählergemeinschaften | Parteien und Wählergemeinschaften                             | % 2024 | Sitze 2024 | % 2019 | Sitze 2019 | Kommunalwahl 2024 %3020100 27,6321,0217,5416,0615,152,61 CDUFFKFWSPD/GRÜNEUBKPARTEIGewinne und Verlusteim Vergleich zu 2019 %p 6 4 2 0 −2 −4 −6 −8−1,37+3,82+4,94−6,84−3,25+2,61CDUFFKFWSPD/GRÜNEUBKPARTEI |
| CDU                               | Christlich Demokratische Union Deutschlands                   | 27,63  | 6          | 29,0   | 6          | Kommunalwahl 2024 %3020100 27,6321,0217,5416,0615,152,61 CDUFFKFWSPD/GRÜNEUBKPARTEIGewinne und Verlusteim Vergleich zu 2019 %p 6 4 2 0 −2 −4 −6 −8−1,37+3,82+4,94−6,84−3,25+2,61CDUFFKFWSPD/GRÜNEUBKPARTEI |
| FFK                               | Fraktion für Künzelsau                                        | 21,02  | 5          | 17,2   | 4          | Kommunalwahl 2024 %3020100 27,6321,0217,5416,0615,152,61 CDUFFKFWSPD/GRÜNEUBKPARTEIGewinne und Verlusteim Vergleich zu 2019 %p 6 4 2 0 −2 −4 −6 −8−1,37+3,82+4,94−6,84−3,25+2,61CDUFFKFWSPD/GRÜNEUBKPARTEI |
| Freie                             | Die Freien                                                    | 17,54  | 4          | 12,6   | 3          | Kommunalwahl 2024 %3020100 27,6321,0217,5416,0615,152,61 CDUFFKFWSPD/GRÜNEUBKPARTEIGewinne und Verlusteim Vergleich zu 2019 %p 6 4 2 0 −2 −4 −6 −8−1,37+3,82+4,94−6,84−3,25+2,61CDUFFKFWSPD/GRÜNEUBKPARTEI |
| SPD/GRÜNE                         | Sozialdemokratische Partei Deutschlands/Bündnis 90/Die Grünen | 16,06  | 3          | 22,9   | 5          | Kommunalwahl 2024 %3020100 27,6321,0217,5416,0615,152,61 CDUFFKFWSPD/GRÜNEUBKPARTEIGewinne und Verlusteim Vergleich zu 2019 %p 6 4 2 0 −2 −4 −6 −8−1,37+3,82+4,94−6,84−3,25+2,61CDUFFKFWSPD/GRÜNEUBKPARTEI |
| UBK                               | Unabhängige Bürger Künzelsau                                  | 15,15  | 3          | 18,4   | 4          | Kommunalwahl 2024 %3020100 27,6321,0217,5416,0615,152,61 CDUFFKFWSPD/GRÜNEUBKPARTEIGewinne und Verlusteim Vergleich zu 2019 %p 6 4 2 0 −2 −4 −6 −8−1,37+3,82+4,94−6,84−3,25+2,61CDUFFKFWSPD/GRÜNEUBKPARTEI |
| PARTEI                            | Die Partei                                                    | 02,61  | 1          | –      | –          | Kommunalwahl 2024 %3020100 27,6321,0217,5416,0615,152,61 CDUFFKFWSPD/GRÜNEUBKPARTEIGewinne und Verlusteim Vergleich zu 2019 %p 6 4 2 0 −2 −4 −6 −8−1,37+3,82+4,94−6,84−3,25+2,61CDUFFKFWSPD/GRÜNEUBKPARTEI |
| Gesamt                            | Gesamt                                                        | 100 %  | 22         | 100 %  | 22         | Kommunalwahl 2024 %3020100 27,6321,0217,5416,0615,152,61 CDUFFKFWSPD/GRÜNEUBKPARTEIGewinne und Verlusteim Vergleich zu 2019 %p 6 4 2 0 −2 −4 −6 −8−1,37+3,82+4,94−6,84−3,25+2,61CDUFFKFWSPD/GRÜNEUBKPARTEI |
| Wahlbeteiligung                   | Wahlbeteiligung                                               | 56,8 % | 56,8 %     | 53,4 % | 53,4 %     | Kommunalwahl 2024 %3020100 27,6321,0217,5416,0615,152,61 CDUFFKFWSPD/GRÜNEUBKPARTEIGewinne und Verlusteim Vergleich zu 2019 %p 6 4 2 0 −2 −4 −6 −8−1,37+3,82+4,94−6,84−3,25+2,61CDUFFKFWSPD/GRÜNEUBKPARTEI |

### Bürgermeister
Der Bürgermeister wird für acht Jahre direkt gewählt. Bei der Wahl 2010 gewann Stefan Neumann. Er löste am 1. September 2010 Volker Lenz ab, der seit 1986 amtierte. Bei der Bürgermeisterwahl am 3. Juni 2018 wurde er mit 87,4 Prozent der gültigen Stimmen im Amt bestätigt. Die beiden Mitbewerberinnen erhielten 10,1 und 1,5 %.
Siehe auch: Liste der Bürgermeister der Stadt Künzelsau

### Wappen und Flagge

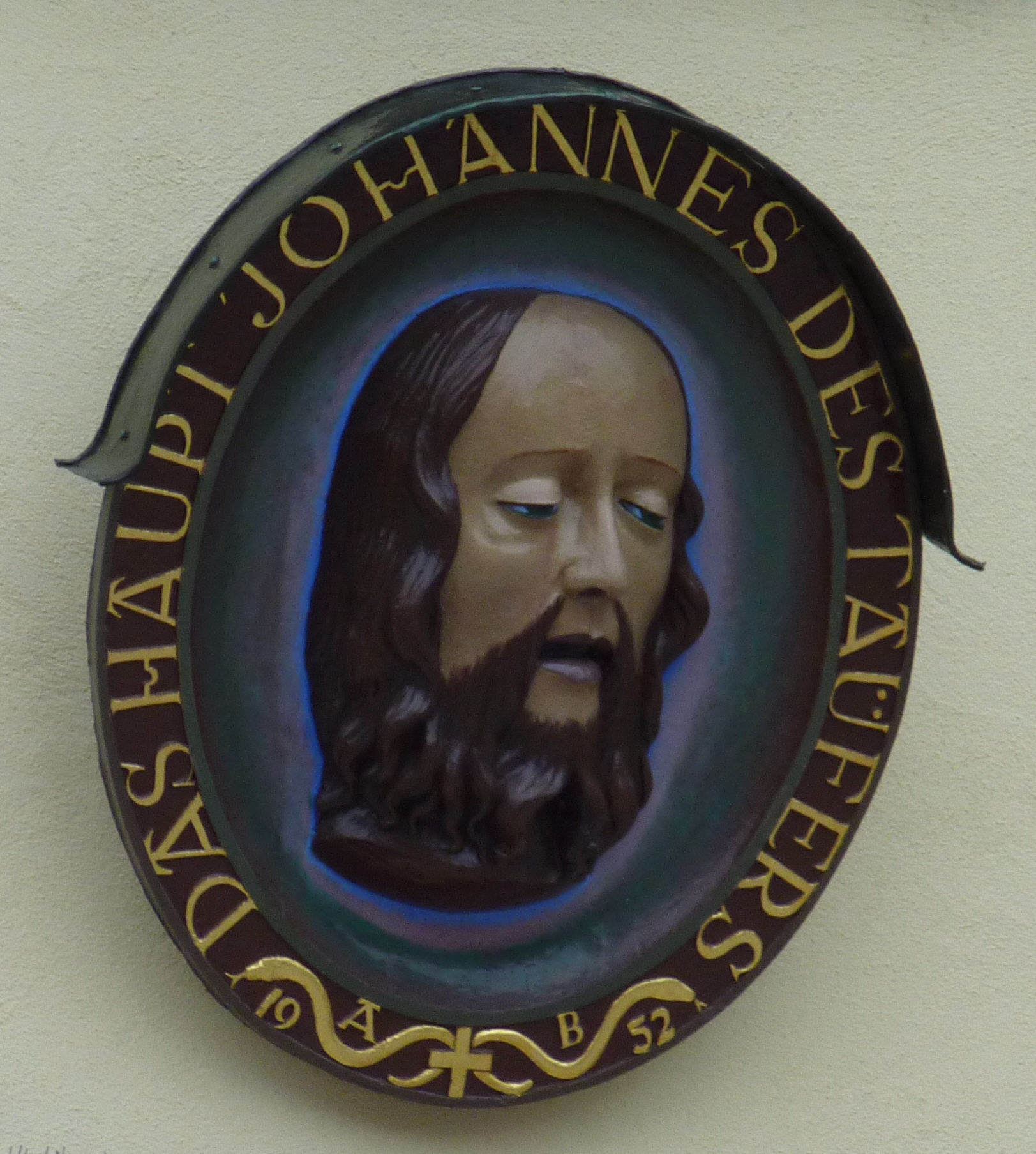
Motiv des Stadtwappens als Fassadenschmuck

| Wappen der Kreisstadt Künzelsau | Blasonierung: „In Blau auf silberner Schüssel das bärtige goldene Haupt Johannes des Täufers.“ |
| Wappen der Kreisstadt Künzelsau | Wappenbegründung: Das abgeschlagene Haupt Johannes des Täufers, des Künzelsauer Kirchenpatrons, tritt schon ab 1525 auf den Siegeln Künzelsaus auf. Die Farben des Wappens wurden vermutlich erst im 18. oder 19. Jahrhundert festgelegt. |

Die Stadtflagge ist Blau-Weiß.

### Städtepartnerschaft
Künzelsau unterhält seit 1992 partnerschaftliche Beziehungen zur Stadt Marcali in Ungarn.

## Wirtschaft und Infrastruktur

### Verkehr

#### Straßenverkehr
Wichtigste Verkehrsader Künzelsaus ist die Bundesstraße 19, die vom nördlich gelegenen Bad Mergentheim kommt. Im Künzelsauer Stadtteil Nagelsberg erreicht sie das Kochertal, durchquert Künzelsau und verlässt über eine dreispurig ausgebaute Steige das Tal wieder. Anschließend führt sie über Künzelsau-Gaisbach nach Süden in Richtung Schwäbisch Hall und Gaildorf.
In der südlichen Nachbargemeinde Kupferzell hat die B 19 Anschluss an die Bundesautobahn 6 nach Heilbronn im Westen und Nürnberg im Osten.
Mit den Orten im Kochertal und auf den umgebenden Hochflächen ist Künzelsau durch Landes- und Kreisstraßen verbunden.

#### Standseilbahn
Seit 1999 verbindet innerörtlich die Standseilbahn Künzelsau den Wohnbauschwerpunkt Taläcker auf der Hohenloher Ebene mit der Kernstadt im Kochertal.

#### Eisenbahn

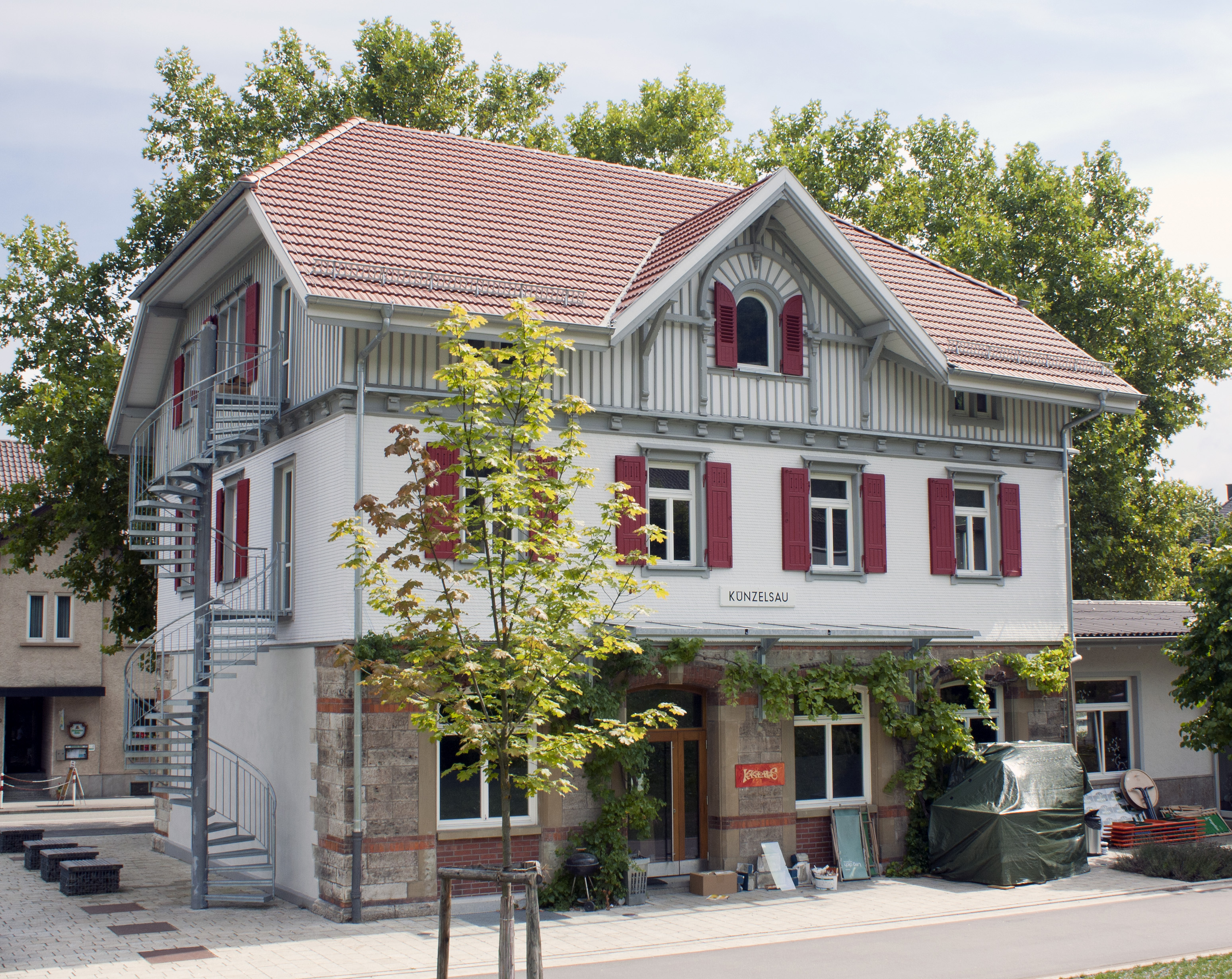
Alter Bahnhof von Künzelsau

Künzelsau ist gegenwärtig nicht mehr an das Eisenbahnnetz angeschlossen. Die Stadt hatte 1892 Anschluss ans Bahnnetz erlangt, als die Königlich Württembergischen Staats-Eisenbahnen die sogenannte Kochertalbahn von Waldenburg nach Künzelsau eröffneten, dabei erhielt auch Haag einen Bahnhof mit einem Einheitsbahnhof vom Typ I als Empfangsgebäude. Die Verlängerung der Bahn nach Forchtenberg 1924 verschaffte Nagelsberg einen Eisenbahnanschluss. 1981 wurde der Personenverkehr zugunsten des Nahverkehrsmodells Hohenlohekreis eingestellt, 1991 folgte die Gesamtstilllegung. Ein Großteil der früheren Bahnstrecke wurde in einen asphaltierten Radweg umgewandelt, der zur Hohenloher Ebene hinaufführt. 2008 wurde die Wiederinbetriebnahme des Streckenabschnitts zwischen Künzelsau und Waldenburg im Rahmen der Stadtbahn Heilbronn untersucht, jedoch gab der Kreistag 2012 bekannt, wegen zu hoher Investitionskosten und „fehlender positiver Wirtschaftlichkeitsprognose“ das Projekt nicht weiterzuverfolgen. Eine erneute Prüfung im Rahmen eines Landesprogrammes zur Reaktivierung soll erfolgen.

#### Bus
Regional erfolgt der Busverkehr im Rahmen des Nahverkehrs Hohenlohekreis (NVH). Innerstädtisch verkehrt der City-Bus Künzelsau auf einer Stadtbus-Linie.

#### Radverkehr
Durch eine Alltagsroute aus dem Radnetz Baden-Württemberg ist Künzelsau über Kupferzell mit dem Gewerbepark Hohenlohe bei Waldenburg verbunden. Sie verläuft großteils auf der ehemaligen Bahnlinie.
Zudem bestehen als touristische Landes-Radfernwege:
- Der Kocher-Jagst-Radweg ist ein Rundkurs entlang der beiden Flüsse Kocher und Jagst zwischen Bad Friedrichshall und einer Querverbindung zwischen den Tälern bei Aalen (Stadtteil Unterkochen) und Lauchheim.
- Der Württemberger Weinradweg[18] führt von Rottenburg am Neckar nach Niederstetten. Dabei kommt er von Ingelfingen her am Kocher entlang in das Stadtgebiet von Künzelsau und zweigt am Deubach ab. Er führt dann über den Stadtteil Belsenberg und über Stachenhausen (Stadt Ingelfingen) ins Jagsttal nach Altkrautheim (Stadt Krautheim).

#### Flugverkehr
Bei Schwäbisch Hall liegt auch der von der Würth-Gruppe betriebene Flugplatz Schwäbisch Hall-Hessental.

### Ortsansässige Unternehmen
Bereits im 19. Jahrhundert bestanden Gerbereien und Schuhfabriken. 1925 entwickelte Wilhelm Veigel Doppelbedienungen für Fahrschulwagen. 1937 begann Luise Hermann aus wirtschaftlicher Not mit der Produktion von Berufsbekleidung. 1948 fertigte die L. Hermann Kleiderfabrik (heute: Mustang Holding) die ersten Jeans in Deutschland. Mit ausgesiedelten und neu gegründeten Unternehmen nahm die industrielle Entwicklung Künzelsaus ab 1944/45 einen besonderen Aufschwung. Der Raum Künzelsau hat die größte Dichte an Weltmarktführern in Deutschland.
Künzelsau ist Sitz mehrerer weltweit operierender Unternehmen der Branchen Montageteile (Handelsunternehmen), Lüftungstechnik, Förderungstechnik und Explosionsschutz.
- Würth-Gruppe, Montagetechnik
- Berner SE, Verbrauchsmaterialien und Werkzeuge für Industrie und Handwerk
- P+V GmbH, Präzisions- und Verbindungstechnik
- STAHL CraneSystems GmbH, Fördertechnik
- Ziehl-Abegg SE, Elektrotechnik
- Rosenberg Ventilatoren GmbH, Klima-/Lüftungstechnik

Die Sparkasse Hohenlohekreis hat ihren Sitz in Künzelsau, die Volksbank Hohenlohe betreibt hier eine Hauptstelle. Daneben unterhalten weitere überregionale Banken Filialen in Künzelsau.
Die Stadt Künzelsau ist beteiligt am Gewerbepark Hohenlohe auf den Markungen Kupferzell und Waldenburg.

### Weinbau
In Künzelsau wird in geringem Umfang Weinbau betrieben. Die Lagen gehören zur Großlage Kocherberg im Bereich Jagst-Kocher-Tauber. Eine eigene Einzellage hat der Ortsteil Belsenberg mit der Lage Heilig Kreuz.

### Gerichte und Einrichtungen
Künzelsau hat ein Amtsgericht, das zum Landgerichtsbezirk Heilbronn und zum Oberlandesgerichtsbezirk Stuttgart gehört.
Die Stadt ist Sitz des Kirchenbezirks Künzelsau der Evangelischen Landeskirche in Württemberg und des Dekanats Hohenlohe der Diözese Rottenburg-Stuttgart.
Die Freiwillige Feuerwehr Künzelsau ist auch Stützpunktfeuerwehr für die angrenzenden Gemeinden Ingelfingen, Kupferzell, Mulfingen, Niedernhall und Weißbach sowie für den Gewerbepark Hohenlohe in Waldenburg. Sie tritt hier bei Großfeuern auf den Plan und bietet schwere technische Hilfeleistungen. Darüber hinaus erbringt sie spezielle Dienstleistungen für den gesamten Hohenlohekreis.

### Bildungseinrichtungen

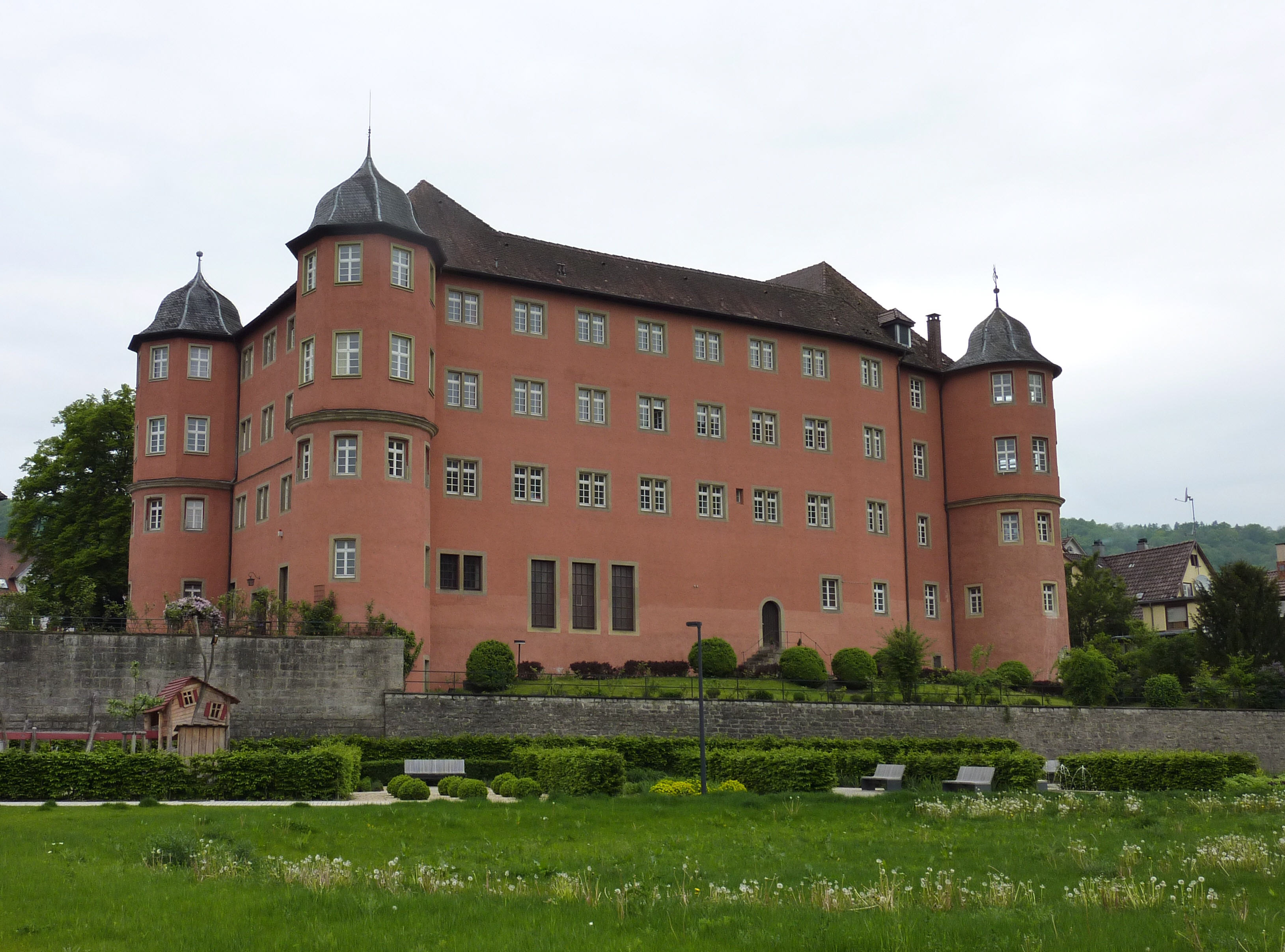
Schloss Bartenau in Künzelsau, heute als Internat genutzt

Vor den Toren Künzelsaus, im Ortsteil Hofratsmühle, befindet sich seit 1988 eine Außenstelle der Hochschule Heilbronn mit den Studiengängen Elektrotechnik, Wirtschaftsingenieurwesen, Betriebswirtschaftslehre und Medien-, Produkt-, Kundenmanagement, Betriebswirtschaftslehre, Sport-, Kultur- und Freizeitmanagement sowie seit dem Wintersemester 2007/2008 Energiemanagement. 2005 wurde die Fachhochschule umbenannt zur Reinhold-Würth-Hochschule der Hochschule Heilbronn in Künzelsau. Etwas über 1500 Studenten besuchten die Hochschule im Wintersemester 2015/16.
Die Stadt Künzelsau ist Träger der Grund- und Werkrealschule Künzelsau, der vier Grundschulen in den Ortsteilen Amrichshausen, Gaisbach (Reinhold-Würth-Schule), Kocherstetten und Taläcker, der Georg Wagner-Realschule, der Brüder-Grimm-Schule (Förderschule) und des Ganerben-Gymnasiums. Der Hohenlohekreis ist Träger der Geschwister-Scholl-Schule (Schule für Geistigbehinderte), der Erich-Kästner-Schule (Schule für Sprachbehinderte) sowie der drei Beruflichen Schulen: Gewerbliche Schule, Kaufmännische Schule und Hauswirtschaftliche Schule (Karoline-Breitinger-Schule).
Das Land Baden-Württemberg ist Träger des Schlossgymnasiums, eines Aufbaugymnasiums mit Internat. Ferner gibt es eine Volkshochschule und eine Jugendmusikschule.
Die Würth-Gruppe hat zum Schuljahr 2006/2007 eine Privatschule namens Freie Schule Anne-Sophie eröffnet (benannt nach einer im Kindesalter verstorbenen Tochter von Bettina Würth). Dort werden im Ganztagesbetrieb Schüler von der Grundschule bis zum Abitur unterrichtet.

### Sport- und Freizeitanlagen
Am Kocher befindet sich das einzige Flussfreibad Baden-Württembergs. Die Sportanlagen „Im Prübling“ bieten das Sportstadion, einen Tennenplatz, Tennisplätze und -halle. Fußballplätze liegen auch in verschiedenen Teilorten. Auf dem südwestlichen Höhenzug über Künzelsau – nahe dem Wohngebiet Taläcker – befindet sich ein Trimm- und Waldlehrpfad.

## Kultur und Sehenswürdigkeiten

### Museen
Das Museum Würth und das Museum Würth 2 im Ortsteil Gaisbach und die Hirschwirtscheuer in der Innenstadt sind der modernen und zeitgenössischen Kunst gewidmet. Der Hohenloher Kunstverein betreibt zudem seit November 2008 eine Kunstgalerie an der Kocherbrücke. 2007 wurde zum 75-jährigen Firmenjubiläum ein Museum für die Zukunft der Mustang-Bekleidungswerke GmbH & Co. KG im Gründerhaus eröffnet. Seit Juli 2010 kann das Stadtmuseum in der Schnurgasse – direkt neben der Hirschwirtscheuer – besichtigt werden. Ein Haus weiter liegt seit 2017 das Kulturhaus Würth mit Bibliothek Frau Holle, eine öffentliche Bibliothek mit vielfältigem Veranstaltungsprogramm.

### Bauwerke

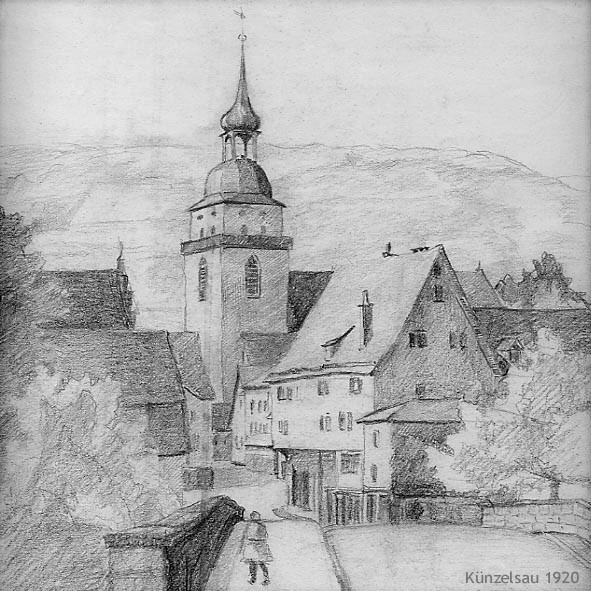
Bleistiftskizze der Johanneskirche von der Kocherbrücke aus. Nach der Wirklichkeit gezeichnet am 11. Mai 1920.

Das Alte Rathaus aus dem 16. Jahrhundert wurde über dem Künsbach errichtet.
In dem 1711 als Pfarrhaus errichteten Gebäude Keltergasse 63 wuchs der Schriftsteller Hermann Lenz auf. Zu den Sehenswürdigkeiten zählen weiter die im Jahre 1617 erbaute Johanneskirche und das 1679 errichtete Schloss Bartenau. Die katholische Josephskirche wird von der griechisch-orthodoxen Gemeinde mitgenutzt. 
Im Ortsteil Nagelsberg befindet sich am Bergrand auf 245 m die Burgruine Zarge und auf der anderen Seite des Deubachtals die Burg Nagelsberg mit dem sich anschließenden Dorf. Gegenüber beiden, auf der anderen Seite des Kochertals, befindet sich die Burgruine Kocherstein in Ingelfingen.
Der Wartbergturm auf dem südöstlich von Künzelsau gelegenen 372,5 m ü. NHN hohen Wartberg ist ein 1488 errichteter etwa 10 m hoher früherer Wartturm. Eine außen angebrachte Treppe führt zu dem etwa 3,5 m hoch liegenden Eingang.

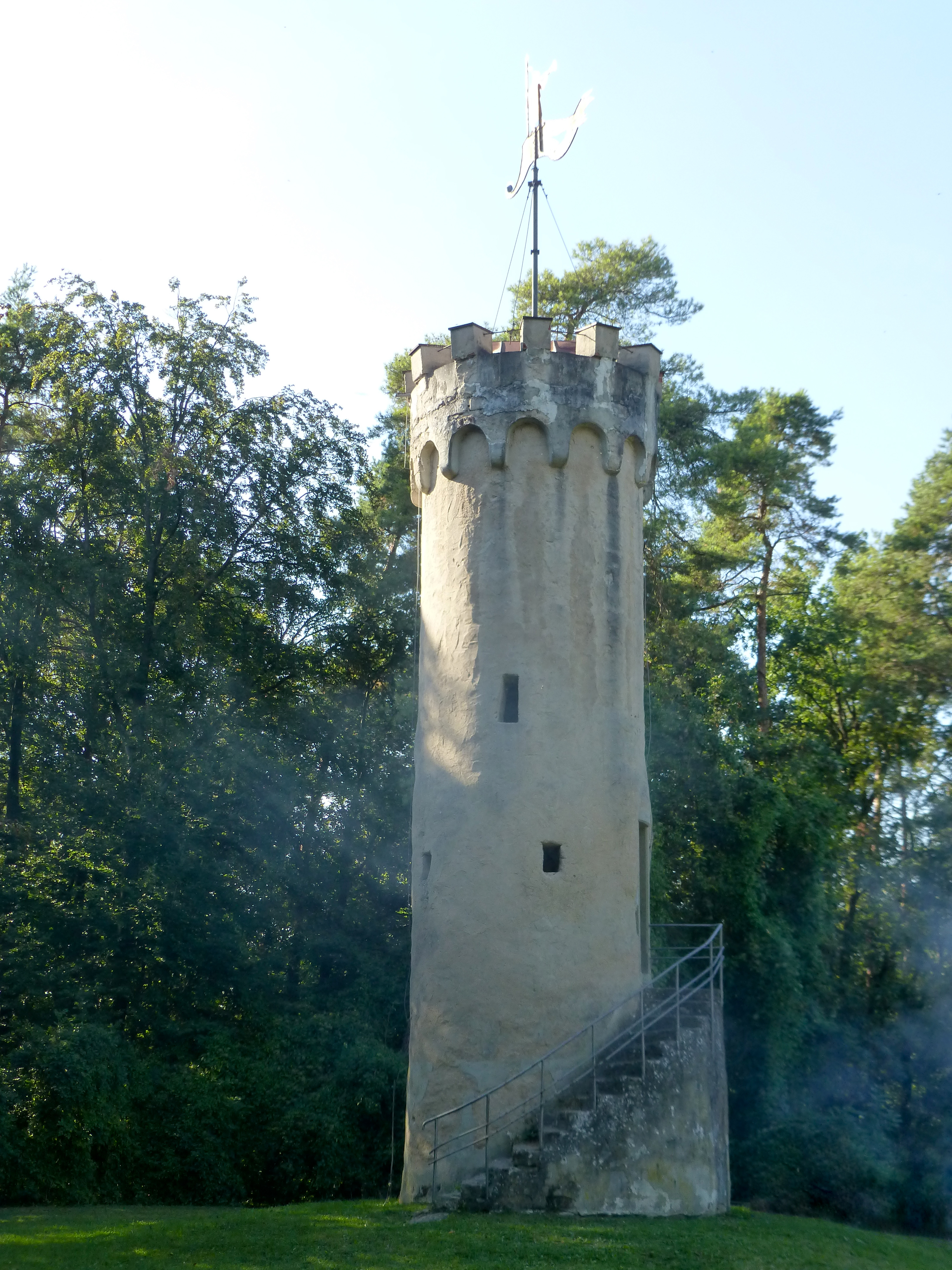
Wartbergturm

Das alte Gefängnis dient heute Wohnzwecken.
Das Carmen Würth Forum ist eine 2017 eröffnete Veranstaltungsstätte mit einem großen Veranstaltungssaal und einem Kammermusiksaal, einem Kunstmuseum und einem Konferenzbereich.

### Jugendeinrichtungen
Im alten Bahnhof befindet sich der Jugendkulturverein Kokolores.
Die Stadt unterhält ein Jugendzentrum, das sich beim Feuerwehrhaus befindet, sowie ein Jugendblockhaus im Ortsteil Taläcker.

### Sport
2021 bewarb sich die Stadt als Host Town für die Gestaltung eines viertägigen Programms für eine internationale Delegation der Special Olympics World Summer Games 2023 in Berlin. 2022 wurde sie als Gastgeberin für Special Olympics Iran ausgewählt. Damit wurde sie Teil des größten kommunalen Inklusionsprojekts in der Geschichte der Bundesrepublik mit mehr als 200 Host Towns.